# Лиски (городское поселение)
Город Лиски —  муниципальное образование со статусом городского поселения в Лискинском районе Воронежской области России.
Административный центр — город Лиски. Площадь городского поселения — 63,56 км².

## Население
| 1989    | 2002    | 2010    | 2011    | 2012    | 2013    | 2014    |
| ------- | ------- | ------- | ------- | ------- | ------- | ------- |
| 54 352  | ↗56 229 | ↘56 166 | ↘55 761 | ↘55 432 | ↘55 393 | ↗55 447 |
| 2015    | 2016    | 2017    | 2018    | 2021    | 2025    |         |
| ↘55 081 | ↘54 732 | ↘54 480 | ↘54 195 | ↗54 465 | ↘52 089 |         |

## Населённые пункты
В состав поселения входят 2 населённых пункта:
- город Лиски,
- хутор Калач.